# Csutak a mikrofon előtt
A Csutak a mikrofon előtt egy 1977-ben bemutatott kétrészes magyar ifjúsági film, Mándy Iván azonos című regénye alapján. A főszerepben Perlusz Péter, Tóth Tibor, Juhász Jácint és Czigány Judit láthatóak. A filmet Katkics Ilona rendezte, a gyártó cég a Magyar Televízió volt.
A történet szerint Csutakot, a fiatal fiút kiszúrja a Dagály Strandon Zoli bácsi, aki a Magyar Rádiónál dolgozik, és éppen egy ifjúsági hangjátékot szeretne megrendezni. Elhívja őt, hogy szerepeljen, ám váratlan nehézségei támadnak, amikor az egyik főszereplő, a szakmában már ismert Kalocsai Tibor megzsarolja őt, hogy a keresményéből adjon le neki egy részt. Ez kihatással van Csutak teljesítményére, és még számos viszontagság történik vele, mire elkészülhet a rádiójáték.
A film a "Csutak és a szürke ló" folytatása, maga az alapmű pedig egy ifjúsági regénysorozat harmadik kötete, így bizonyos szereplők visszaköszönnek benne, akiket a filmek esetében más színészek játszanak.

## Cselekmény

### Első rész
Csutak és barátai a Dagály strandon vannak épp, ahová Csutak a balatoni nyaralását követően tér vissza. Rögtön tornyot kezdenek el építeni napozóágyakból, ami felkelti az ugyancsak ott tartózkodó Zoli bácsi, rádiós rendező figyelmét. Tetszik neki Csutak vagány attitűdje, ahogy segít az ágyak összeszedésében, ezért felajánlja neki, hogy szerepelhet a "Miénk a játszótér" című, készülő hangjátékban, mert pont egy ilyen fiút keresnek. A darab sztárja Kalocsai Tibor, aki egy pár évvel idősebb is a többieknél. Ő rögtön az első alkalmat követően Dlugolinszky és Szibinyák társaságában körbeveszi Csutakot, és közli vele, hogy nem tudja, hogy került be ebbe a darabba tőle függetlenül (aki mindenki mást behozott a rádióba), de neki is le kell adnia tíz forintot akkor, amikor felveszi a gázsit. Csutak ezt igazságtalannak tartja és nem hajlandó fizetni, ezért barátai, Pazár Micuék segítségét kéri, hogy segítsenek szembeszállni vele. Pazár nemet mond, mert ki szeretne maradni az egészből.
Az olvasópróbán Zoli bácsi azonnal kiszúrja, hogy feszültség van Kalocsai és Csutak között, de Kalocsai meggyőzően adja elő, hogy bizonyára Csutak rutintalansága miatt szerepel úgy, ahogy. Ezért Zoli bácsi áthelyezi őt egy kisebb szerepbe. Aznap délután, amikor le kellene adnia a pénzt, megmentőként jelenik meg Pazár és Dunai, mire az érkező Kalocsai megjátssza előtte, hogy az egész zsarolás igazából egy beavatási trükk volt, amivel a lojalitását tesztelte Zoli bácsi. Pazárt és Dunait simán meggyőzi erről, Csutak pedig egyedül marad. A hangjáték egy másik szereplője, aki a pártját fogja, titokban megszerzi Kalocsaiék mappáját, amit óvatlanul letettek egy fa alá. Csutak elmenekül, de Kalocsaiék egyik spiclije követi őt és elmondja Dlugolinszkynek, hogy Csutak hová akart elbújni. Kérdőre vonja, hogy hol van a mappa, de Csutak átveri őt és sikeresen megmenekül. Később találkozik Préda Pistivel, és kiderül, hogy a mappában nyilatkozatok találhatóak, amelyben a megzsaroltak kötelezik magukat a gázsijuk leadására, ellenkező esetben részlegesen vagy teljesen kitiltatják magukat a város összes helyéről. Csutak ezt megmutatja Pazárnak és Dunainak, majd a megzsaroltakkal ír egy érvénytelenítő nyilatkozatot.
Később a rádióban próbára kerül sor, ahol Csutak és Kalocsai vérre menő szópárbajt folytatnak egymás ellen, Csutak pedig olyan ügyesen improvizál, hogy megkapja Préda Pisti szerepét. A próba közben bemutatja Kalocsainak a birtokukba került nyilatkozatot, amitől ő azonnal másként áll a dolgokhoz. A rádió büféjében ülnek le tárgyalni, ahol Csutak közli, hogy fizesse vissza Kalocsai a már beszedett 410 forintot, ő viszont megtagadja ezt, és helyette azt ajánlja, hogy Csutak is szálljon be az üzletbe. Csutak nemet mond, és közli, hogy ebben az esetben megy Zoli bácsihoz. Abban maradnak, hogy másnap találkoznak Csutakék búvóhelyén, csak ketten, és a pénz visszaadását követően megsemmisítik a bizonyítékokat. Azonban egyikük sem egyedül megy: Csutak elhívja Pazárt és Dunait, akiket Préda Pisti ügyesen elküld. Ezután megtámadják Csutakot, és Kalocsai visszaszerzi a mappát, majd közli, hogy Csutak többé be nem teheti a lábát a rádióba. A bizonyítékokat pedig, mivel már nincs azokra szüksége, megsemmisíti ő maga.

### Második rész
Csutakék megtudják, hol lakik Kalocsai, és Pazárral meg Dunaival odamennek a lakására számonkérni. Nincs otthon, de bejutnak a szobájába, ahol összefirkálják a posztereit, majd megvárják a ház előtt. Helybenhagyják és aláírattatnak vele egy nyilatkozatot arról, hogy visszaadja a pénzt. A másnapi próbán körbemutogatja ezt Csutak a többieknek, majd Zoli bácsi felolvassa Kalocsai levelét, amelyben közli, hogy többé nem jön be a rádióba, de az okokat nem tárja fel. Zoli bácsi azonnal kifaggatja a gyerekeket arról, hogy mi ennek az oka, de senki nem hajlandó megmondani neki, ezért dühödten kezdi el próbáltatni mindegyikükkel Kalocsai szövegét, hogy ki léphet a helyére. Végül Csutak kapja meg a főszerepet. Mivel a pénz még mindig nincs meg, a többiek kérésére este elmegy érte, Egy lány, akivel még aznap reggel találkoztak, lesi Kalocsait a padlásról, és jól leszidja Csutakot is azért, amit tettek vele. Ugyanis, mint elmondja, a bátyja, Kalocsai Ferenc az, aki erőszakoskodik vele és elszedi a pénzét. Csutaknak megesik a szíve rajta és megsemmisíti a kötelezvényt. Nem is sejti, hogy mindez egy álnok trükk, aminek pontosan ez volt a célja.
Már csak egy nap van hátra a felvételig, és nehezen haladnak a dolgok. Csutak kénytelen bevallani a többieknek, hogy nincs meg a pénz, és azt is, hogy miért nem. Ez nem hatja meg őket és továbbra is követelik rajta. Miközben próbál valahonnét pénzt előkeríteni a felvétel napján, Dlugolinszkyék elkapják, bezárják a fészerbe és megkötözik, addig, amíg a felvétel tart. Zoli bácsi nem tudja utolérni Csutakot, Préda Pisti pedig ezzel újra megkapja a lehetőséget, hogy szerepbe kerüljön. Csutakot egy fiatal srác menti meg, aki ismeri őt még a szürke ló idejéből, és eloldozza. Az utolsó pillanatban megjelenik a rádióban Kalocsai, hogy mégiscsak eljátszaná a szerepet - de Zoli bácsinak végre összeáll a kép, közli vele, hogy örökre ki van tiltva a rádióból, és maga helyett inkább kerítse elő Csutakot. Végül ő is felbukkan és a hangjátékot rendben felveszik. A többiek pedig belátják, hogy igazságtalan lenne rajta követelni a pénzt.

## Szereplők
- Csutak (Perlusz Péter)
- Pazár Micu (Balogh F. Gábor)
- Dunai (Radnai György)
- Rola (Bihaly György)
- Kalocsai Tibor (Tóth Tibor)
- Dlugolinszky (Krajczár György)
- Szibinyák (Tóth István)
- Zoli bácsi (Juhász Jácint)
- Margitka (Czigány Judit)
- Papa, rádiós ügyelő (Gyenge Árpád)
- Barborik (Hajdú Gábor)

További szereplők: Balogh Rozália, Boczán János, Czinege József, Forgács Rita, Geiszt Éva, Horváth Gabriella, Koczóh Lajos, Mayeron Ottó, Neumann Péter, Sprok József, Kovács Mihály, Rekettyei Zoltán, Révai Judit, Nagyfejű Ági, Simon Gabriella

## Eltérések a regényváltozathoz képest
Mivel az egy sorozat harmadik része, a regényben sokkal több visszautalás található a múltbeli történésekre. Csutakot Zoli bácsi nem a napozóágyakból történő toronyépítéskor szúrja ki, hanem később, amikor Szibinyák hulahopp-karikával mutat be különféle produkciókat, és Csutak képes őt megalázni azzal, hogy arra kéri, hogy törölje le a nyugágyát, majd sikeresen kereket old az üldözői elől. Ráadásul elsőre nemet mond, csak később dönti el, hogy mégis szeretne szerepelni. MIkor először indul a rádióba, a házukban lakó emberek kisebb szívességeket kérnek tőle, hogy jelezze odabent az illetékeseknek. Csutak nem kéri továbbá Pazárék segítségét, hogy védjék meg Kalocsai Tibortól, hanem Pazárék jóval később, már a hangjátékból történő kirúgása után, mindettől függetlenül találkoznak Kalocsaival és bandájával, akik verekedést provokálnak, de Pazár könnyűszerrel leszereli őket. Szibinyák a filmben a rádiójáték szereplője, akit Kalocsai hozott be a rádióba, a könyvben pedig egy tehetséges, ám nagyképű atléta, akinek évet kell ismételnie. Kalocsai a regénynek csak az első felében szerepel antagonistaként, nagyjából a közepe tájékán rúgja őt ki Zoli bácsi a hangjátékból, ezután csak utalgatnak rá, hogy megkeresi és ellátja Csutak baját, de erre végül nem kerül sor (éppen azért, mert Pazárék miatt fél Csutaktól). A jogtalanul beszedett pénz csak a filmben képezi a konfliktusok forrását, a regényben csak mintegy mellékesen jelenik meg.
A regényben Csutak többször is kilátogat a "szigetre", azaz ahhoz az elhagyatott helyen található vasúti kocsihoz, amelyben az előző műben bújtatták a szürke lovat, és itt egy darabig két másik fiúnak, a Belapított Orrúnak és a Táncoló Szemöldöknek parancsol, hogy tartsanak mindent rendben, amíg a ló vissza nem tér. Barborik nem a rádiójáték egyik szereplője és a banda tagja, hanem Baranyai Márta egyik udvarlója. Baranyai Márta egy sznob színésznő, aki szintén a hangjátékban szerepel, és akibe Csutak szerelmes lesz. Csutak furcsaságai és a "sziget" viszolyogtatják, emiatt nem foglalkozik többet a fiúval, de mivel megbántja őket, ezért a Belapított Orrú és a Táncoló Szemöldök sem jönnek többé. 
A történet végi fő konfliktus abból adódik, hogy Andrási Petit, az egyik főszereplőt már a főpróbára sem engedi el az anyja, mert a sok színészkedés miatt nincs ideje arra, hogy segítsen nekik eperfalevelet szedni a selyemhernyóknak. Csutak lesz az, aki valamennyi szereplőt, még Zoli bácsit, Margitkát és a Papát is rászedi, hogy vigyenek magukkal teknőket és szedjék össze ők maguk a szükséges mennyiséget. A felvétel sikeres befejezését követően pedig a Dominó Cukrászdában ünnepel a társaság; Baranyai Mártának imponált, ahogy Csutak megoldotta a helyzetet, és újra szeretne közelebb kerülni hozzá, de a fiút már nem érdekli se ő, se a rádió, hanem kimegy az utcára, hogy új kihívásokkal nézzen szembe.